# 마르지주

마르지주

마르지주(아랍어: المرج)는 리비아 북동부에 위치한 주로, 주도는 마르지이며 면적은 16,384km2, 인구는 185,848명(2006년 기준)이다. 북쪽으로는 지중해, 동쪽으로는 자발알아크다르주, 남쪽으로는 알와하트주, 서쪽으로는 벵가지와 인접해 있다.